# Rhizome (philosophie)
Pour les articles homonymes, voir Rhizome (homonymie).

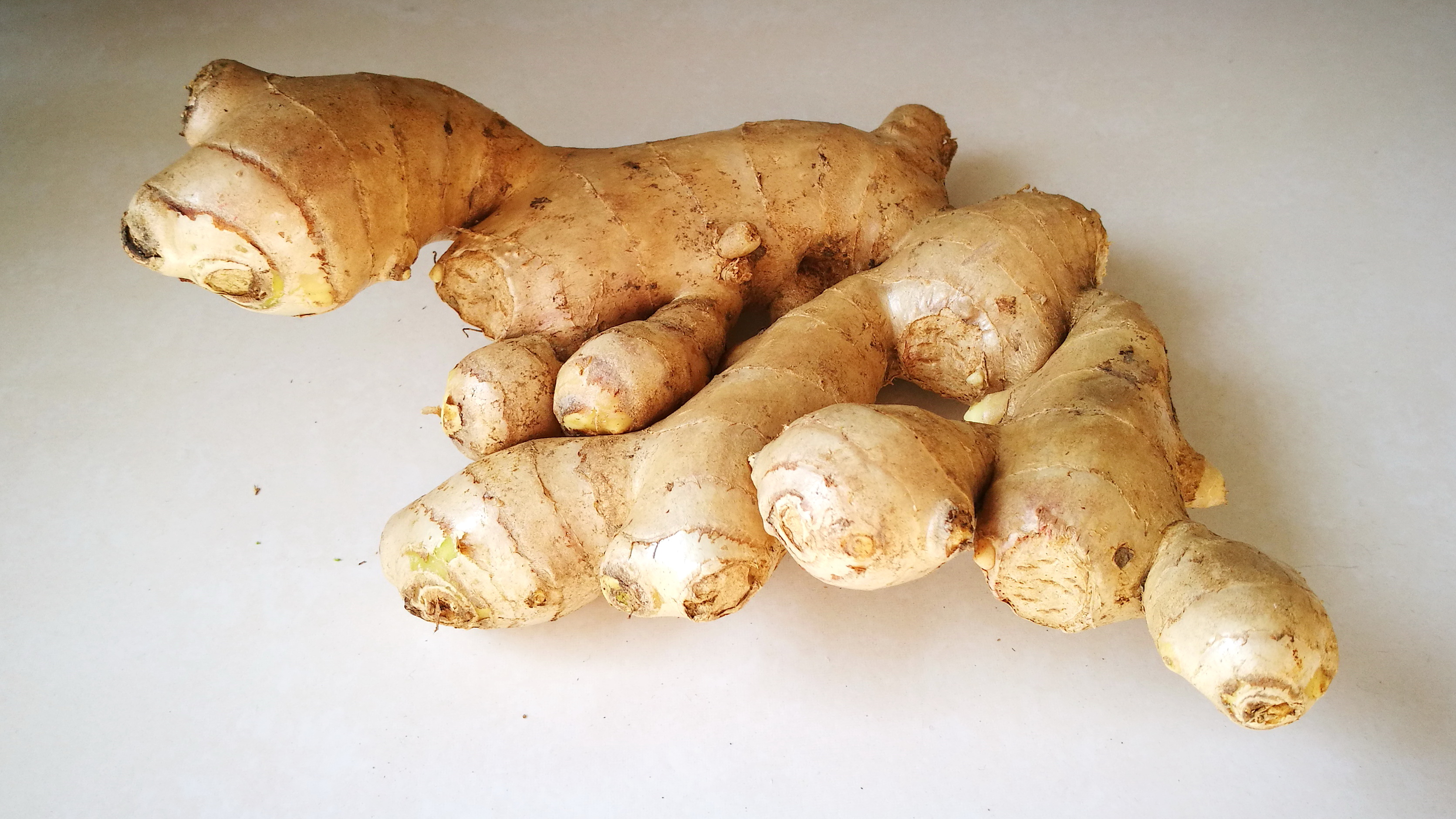
Du rhizome de gingembre. L'utilisation du terme de rhizome en philosophie est une image, qui permet d'appréhender des multiplicités.

Le concept de rhizome — développé par Gilles Deleuze et Félix Guattari — désigne une structure évoluant en permanence, dans toutes les directions horizontales, et dénuée de niveaux. Cette structure s'oppose à la hiérarchie en pyramide (ou « arborescence »). L'idée du rhizome est associée à la pensée postmoderniste et à la French Theory.
Outre la botanique, le concept de rhizome s'inspire des travaux mathématiques sur les fractales. Il est notamment utilisé en philosophie, en art, ainsi que dans l'étude des évolutions sociales et politiques.

## Le processus rhizomique
Dans la théorie philosophique de Gilles Deleuze et Félix Guattari, un rhizome est un modèle descriptif et épistémologique dans lequel l'organisation des éléments ne suit pas une ligne de subordination (comme dans une hiérarchie) — avec une base (ou une racine, un tronc), offrant l'origine de plusieurs branchements, selon le modèle de l'Arbre de Porphyre—, mais où tout élément peut affecter ou influencer tout autre.

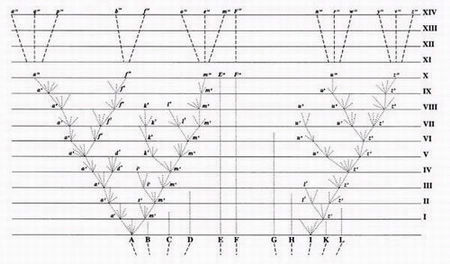
L'arbre généalogique des espèces est une simplification de l'évolution (biologie), notamment car il ne prend pas en compte le transfert horizontal de gènes, un exemple de développement rhizomique.

Dans une organisation arborescente (comme la taxonomie et la classification des sciences), un élément qui serait de niveau supérieur est, en vérité, nécessairement subordonné à un autre élément ; mais non l'inverse : on dit qu'il n'a pas de compte à rendre vis-à-vis de ses « inférieurs » hiérarchiques). 

De la même façon, le système pyramidal (comme ceux de la plupart des organisations socio-politiques ou industrielles) présente une « compatibilité descendante », mais pas « ascendante ». Ce système est souvent employé en architecture informatique.
À l'opposé, dans un modèle rhizomique, tout élément peut influencer un élément de sa structure, peu importe sa position ou le moment, et ce de manière réciproque.
(On peut parler de mises-à-jour en réseaux croisés, pour relier avec la cyberculture).
Étant polymorphe — voire polycéphale —, le rhizome n'a par conséquent, pas de centre : cela le rend particulièrement intéressant pour la philosophie des sciences, la philosophie sociale, la sémiotique ou encore la théorie de la communication contemporaine. Sa direction peut être totalement inopinée et sa progression chaotique. De la même manière, il n'a ni début ni fin prédéterminés : il se développe de façon aléatoire. Chaque élément de la structure peut donc potentiellement amener à une évolution de l'ensemble.
Cette approche est sous-tendue par la notion d'un champ cognitif/relationnel ubique, atomisé entre les ferments (en jachère ou pas) qui constituent solidairement le rhizome. Il y a en permanence une simultanéité de la vitalité (puisque le Tout est à l'image de la somme de ses Parties, et chacune est à l'image du Tout — c'est un principe fractal). Il ne peut y avoir en son sein ni cloisonnements arbitraires, ni rétention d'information, ni rapport "dominé/dominant".
Le rhizome est plutôt intrinsèquement souterrain (underground), mais les fruits de sa croissance se montrent explicites (improvisés et spontanés) ; et au pire le rôle du rhizome serait d'être foncièrement catalyseur (en veille).
Paradoxalement le rhizome allie arborescence complexe (telle que celles observées dans la croissance végétale, en l'air ou sous terre ; ou nerveuse, dans sa neuro-plasticité...), avec processus simplifiés (sans strates subsidiaires) ; ainsi à l'abri d'une bascule alternative indéfiniment bipolaire.
Cet aspect à la fois brut (pas de centre, pas de dogme, pas de partition intégralement préétablie, avec un aspect répétitif basique décliné sans relâchement etc.), et également sophistiqué (en métamorphose constante, avec des rotations dans les proéminences, intégrant l’aléatoire par l’improvisation sans se démettre de son intégrité) n’est pas sans illustrations flagrantes dans les pratiques artistiques.
(En musique par exemple le Rock’n’Roll ,assure pour le côté brut de cette notion un paradigme qui ne s’avère pas défaillant ; le Jazz développe par sa faculté d’improvisation une déclinaison sophistiquée ; et bien sûr les images en perpétuelle mutation d’un ensemble de Mandelbrot sont rendues possibles depuis que l’infographie a été domestiquée...)

## Propriétés du rhizome
On peut lister les propriétés du rhizome comme suit :
Le rhizome est d'abord linéaire, c'est-à-dire qu'il se constitue de proche en proche comme une série et qu'il peut toujours gagner ou perdre un élément ou plusieurs. En cela il s'oppose à la structure qui implique la coexistence de plusieurs niveaux ou strates d'organisation, d'une profondeur et donc d'une rigidité. Au contraire, le rhizome possède une mobilité essentielle et une souplesse qui rendent possible sa transformation permanente.
De cette première caractérisation découlent les principes que Deleuze et Guattari énumèrent dans l'introduction de Mille Plateaux : 
- Le « principe de connexion et d'hétérogénéité » implique que le rhizome se forme par liaisons d'éléments hétérogènes sans qu'un ordre préalable assigne des places à chaque élément : « [...] n'importe quel point d'un rhizome peut être connecté à un autre, et doit l'être »[6].
- Le « principe de multiplicité » : la multiplicité est « [...] l'organisation propre du multiple en tant que tel, qui n'a nullement besoin de l'unité pour former un système »[7], c'est-à-dire que la multiplicité ne peut être artificiellement unifiée et totalisée par une forme surplombante. la multiplicité est une forme de prolifération immanente et autonome.
- Le « principe de rupture assignifiante » qui caractérise l'absence d'ordre, de hiérarchie entre les éléments et surtout l'absence positive d'articulations prédéfinies, contrairement aux arborescences ou systèmes organiques qui prévoient et localisent leurs faiblesses afin d'organiser les ruptures possibles : « un rhizome peut être rompu, brisé en un endroit quelconque »[8].
- Le « principe de cartographie et de décalcomanie », c'est-à-dire que la carte s'oppose ici au calque, en ce que le calque est reproduction d'un état de chose bien identifié qu'il suffit de représenter. Au contraire, la carte est un tracé original qui rend un aspect du réel que nous ne connaissions pas encore (une carte peut présenter des entrées multiples et un même espace peut être symbolisé par un grand nombre de cartes différentes).

Deleuze prend un exemple de rhizome chez Virginia Woolf : « Le chien maigre court dans la rue, le chien maigre est la rue » : il y a bien connexion originale d'éléments hétérogènes qui tracent une ligne souple ou une forme ductile, modifiable et non totalisée par l'adjonction d'un élément déjà connu.[pas clair]
La notion est adaptée de la structure de beaucoup de plantes, dont les bourgeons peuvent se ramifier en n'importe quel point, ainsi que s'élargir et se transformer en un bulbe ou un tubercule ; le rhizome des plantes, qui peut servir de racine, de tige ou de branche peu importe sa position sur la plante, sert à exemplifier un système cognitif qui n'aurait pas de racines — c'est-à-dire des propositions ou des affirmations plus essentielles que d'autres — qui se ramifient selon des dichotomies strictes. Deleuze et Guattari soutiennent ce qu'on appelle, dans la tradition anglo-saxonne de la philosophie des sciences, l'anti-fondationnalisme, c'est-à-dire l'idée que la structure de la connaissance n'est pas dérivée, au moyen de déductions logiques, d'un ensemble de principes premiers, mais plutôt qu'elle s'élabore simultanément à partir de tout point, sous l'influence réciproque des différentes observations et conceptualisations. Cela ne signifie pas qu'une structure rhizomatique est nécessairement instable et labile, bien que cela exige que tout modèle d'ordre puisse être modifié. Au contraire dans un rhizome, il existe des lignes de solidité et d'organisation fixées par des groupes ou ensembles de concepts affines (par des « plateaux »' dans la terminologie des auteurs). Ces ensembles de concepts définissent des territoires relativement stables à l'intérieur du rhizome.
La notion, selon laquelle la connaissance – et la psyché, Guattari était psychologue d'orientation psychanalytique – n'est motivée que par l'intention de montrer la structure conventionnelle des disciplines cognitives, ne reflète simplement pas la structure de la nature. Il s'agit plutôt d'un résultat de la distribution du pouvoir et de l'autorité dans le corps social. Il ne s'agit pas simplement du fait qu'un modèle décentré représente mieux la réalité; pour la théorie anti-fondationnaliste c'est l'idée que les modèles sont des outils, dont l'utilité est le principal critère de vérité. Une organisation rhizomatique de la connaissance est une méthode pour exercer une résistance contre un modèle hiérarchique qui traduit en termes épistémologiques une structure sociale oppressive.

## Addendum: l'anti-fondationnalisme dans la philosophie analytique
La critique du fondationnalisme se concrétise dans la philosophie analytique comme partie d'une critique complète du projet des « empiristes logiques » (cercle de Vienne). Plusieurs philosophes, comme Rudolf Carnap ou Moritz Schlick, soutiennent que le fondement de la connaissance se trouve dans les « énoncés protocolaires », c'est-à-dire, les énoncés qui rapportaient les sensations immédiates (pour Schlick, les « énoncés observationnels »), instantanés, pas nécessairement rapportés. La tradition fondationnaliste remonte à Aristote (voir les Seconds Analytiques dans l'Organon), qui soutenait que le fondement de la connaissance était dans le syllogisme.
D'autres philosophes comme Keith Lehrer ou Laurence BonJour, en conséquence de cette critique, argumentent en faveur d'une théorie cohérentiste de la justification épistémique (il y a alors un certain cohérentisme par rapport à la vérité et à la connaissance). Cette conception avait déjà été formulée par Otto Neurath, un autre philosophe du cercle de Vienne, au début du XXe siècle, mais fut de fait, critiquée par le même Schlick.
Dans les décennies de 1980 et 1990, le cohérentisme est également critiqué par plusieurs philosophes comme Ernest Sosa et Alvin Goldman, selon lesquels les critiques anti-fondationnalistes ne parviennent pas à reconnaître les caractéristiques importantes de l'existence de fondements épistémiques.